# Nexus Player
Nexus Player（ネクサス・プレイヤー）はGoogleとASUSにより共同開発されたデジタルメディアプレイヤーである。これはコンシューマデバイスのGoogle Nexusファミリーにおける2番目のメディアプレイヤーである。Android 5.0（「Lollipop」）オペレーティングシステムを起動することで、Nexus PlayerはAndroid TVプラットフォームを採用する最初のデバイスとなる。Nexus Playerは、Chromecastが最初に導入したテレビのメディア再生を選択し制御する機能である、Google Castをサポートする。
2016年5月24日、Google ストアでの販売が終了し、2017年9月にはバージョンアップデートの提供が終了した。また、2017年11月の更新を最後にセキュリティアップデートの提供は保証されていない。

## リリース
Nexus Playerは2014年10月15日にベールを脱いだ。そして2日後にGoogle Play Storeにおいて99ドルで予約注文できるようになり、その後アメリカの小売店で購入できるようになった。

## ハードウェア
動力源は、1GBRAMと8GBの内部ストレージを持つ1.8GHzクアッドコアIntel Atomプロセッサである。

## FCC異議
Nexus PlayerはFCCの認可を受けていなかったため、発売された最初の日にGoogle Play Storeから取り除かれた。認可を受け2日後にPlay Storeに復帰した。